# Wunna
Wunna è il secondo album in studio del rapper statunitense Gunna, pubblicato il 22 maggio 2020 dall'etichetta Warner Music Group.

## Antefatti
Il disco è stato anticipato dal rilascio dei singoli Skybox e Wunna, il cui videoclip ufficiale è stato presentato come estratto di un documentario sulla realizzazione dell'album. Gunna ha dichiarato che la parola "Wunna" è in realtà un acronimo per «Wealthy Unapologetic Nigga Naturally Authentic».

## Accoglienza
Alla sua prima settimana dalla pubblicazione, Wunna ha debuttato al primo posto nella classifica settimanale Billboard 200, segnando uno storico primato per la carriera di Gunna. L'aggregatore di recensioni professionali Metacritic assegna a Wunna un punteggio pari a 68 su 100. Secondo Rolling Stones, l'album, pur caratterizzato da una poetica spesso blanda, sia in termini di metrica sia di contenuti, resta comunque godibile, grazie alla buona alchimia tra le capacità vocali di Gunna e le produzioni.

## Tracce
Crediti adattati da Apple Music.
1. Argentina – 2:29 (testo: Sergio Kitchens, Kenneth Gilmore, Wesley Glass – musica: Wheezy, Frankie Bash, Morgan O'Connor)
2. Gimmick – 2:08 (testo: Kitchens, Glass – musica: Wheezy, Aviator Keyyz)
3. MOTW – 2:32 (testo: Kitchens, Glass – musica: Wheezy)
4. Feigning – 2:45 (testo: Kitchens, Brytavious Chambers – musica: Tay Keith, Grayson)
5. Dollaz on My Head (feat. Young Thug) – 3:17 (testo: Kitchens, Jeffery Williams, Michael Williams II – musica: Mike Will Made It, Myles Harris)
6. Addys (feat. Nechie) – 2:59 (testo: Kitchens, Ceron Lee, Taurus Currie Jr., Chandler Durham – musica: Taurus, Turbo)
7. Skybox – 2:58 (testo: Kitchens – musica: Taurus)
8. Wunna – 2:38 (testo: Kitchens – musica: Taurus)
9. Blindfold (feat. Lil Baby) – 2:34 (testo: Kitchens, Dominique Jones, Glass – musica: Wheezy)
10. Rockstar Bikes & Chains – 2:09 (testo: Kitchens, Jeff Williams, Glass – musica: Wheezy)
11. Met Gala – 2:29 (testo: Kitchens, Glass – musica: Wheezy, Bobby Raps)
12. Nast Girl / On Camera – 3:50 (testo: Kitchens – musica: Wheezy, Taurus, Fizzle)
13. Cooler Than a Bitch (feat. Roddy Ricch) – 3:17 (testo: Kitchens, Rodrick Moore Jr., Jeffrey LaCroix, Lucas DiFabbio – musica: Tre Pounds, Dunk Rock)
14. I'm on Some – 2:23 (testo: Kitchens, Glass, Durham – musica: Wheezy, Turbo)
15. Top Floor (feat. Travis Scott) – 2:49 (testo: Kitchens, Jacques Webster II, Durham, Glass – musica: Turbo, Wheezy)
16. Don't Play Around – 3:10 (testo: Kitchens, Gilmore, Tobias Dekker – musica: Aviator Keyyz, Outtatown)
17. Do Better – 2:32 (testo: Kitchens, Glass – musica: Wheezy, Jasper Harris, Psymun)
18. Far (feat. Young Thug) – 2:59 (testo: Kitchens, J. Williams, Durham – musica: Turbo)
19. Concrete Boys – 2:52 (testo: McCollum, Gloade – musica: 30 Roc)

## Classifiche

### Classifiche settimanali
| Classifica (2020) | Posizione massima |
| ----------------- | ----------------- |
| Australia         | 17                |
| Austria           | 9                 |
| Belgio (Fiandre)  | 18                |
| Belgio (Vallonia) | 14                |
| Canada            | 1                 |
| Danimarca         | 24                |
| Francia           | 14                |
| Germania          | 26                |
| Irlanda           | 14                |
| Italia            | 41                |
| Norvegia          | 12                |
| Nuova Zelanda     | 7                 |
| Paesi Bassi       | 8                 |
| Regno Unito       | 5                 |
| Stati Uniti       | 1                 |
| Svezia            | 4                 |
| Svizzera          | 49                |

### Classifiche di fine anno
| Classifica (2020) | Posizione |
| ----------------- | --------- |
| Stati Uniti       | 46        |
| Classifica (2021) | Posizione |
| Stati Uniti       | 108       |